# Операція «Полярфукс»
Операція «Полярфукс» (нім. Polarfuchs — Полярна лисиця) — наступальна операція німецьких військ у Радянському Заполяр'ї в 1941 році, складова частина операції «Зільберфукс». Була проведена паралельно операції «Платиновий Лис» (нім. Platinfuchs) на крайній півночі Лапландії з метою захопити місто Салла, а потім просуватися в напрямку Кандалакші, щоб заблокувати маршрут до Мурманська.